# Инцидент в Чёрном море (1986)
Инцидент в Чёрном море — международный морской инцидент, который произошёл 13 марта 1986 года, когда американский крейсер «Йорктаун» и эсминец «Кэрон» требуя прав на «мирный проход», вошли в советские территориальные воды вблизи Крымского полуострова. Американские военные корабли прошли в шести милях от Советского берега и столкнулись с советским сторожевым кораблем «Ладный». Командир корабля «Ладный» сообщил американцам, что они вошли в советские территориальные воды и должны немедленно их покинуть. Американская сторона приняла сообщение, однако, не изменила курса кораблей. Советское командование привело в готовность воздушные и военно-морские силы, и отправило суда и самолёты для перехвата военных кораблей США.
«Йорктаун» и «Кэрон» пробыли в советской акватории примерно 2 часа, что привело к дипломатическим спорам, которые продолжались впоследствии несколько недель.

## Предпосылка
«Правила судоходства и пребывания иностранных военных кораблей в территориальных водах и внутренних водах и портах СССР» были введены в действие Советским Союзом в 1983 году, где было признано право мирного прохождения иностранных военных кораблей только на ограниченных участках советских территориальных вод в Балтийском, Охотском и Японском морях. Коридоров для мирного прохождения в Чёрном море создано не было. США, начиная с 1979 года, вели программу «свобода в мореходстве», потому что американское правительство считало, что многие страны утверждают юридические рестрикции, которые значительно превышают их традиционные территориальные претензии. Действия были реализованы из-за того, что дипломатические протесты, по мнению США, уже были неэффективны.

## Инцидент
10 марта 1986 года ракетный крейсер типа «Тикондерога» «Йорктаун» вместе с эсминцем типа «Спрюенс» с названием «Кэрон» вошли в Чёрное море. Их пребывание в Чёрном море было замечено сторожевым кораблём «Ладный», которому было приказано продолжить наблюдение за судами.
13 марта 1986 года «Йорктаун» и «Кэрон» вошли в советские территориальные воды и плыли на запад вдоль южной стороны Крымского полуострова, приблизившись к береговой линии на шесть миль. Войдя в воды возле Феодосии, американские корабли находились в территориальных водах 2 часа и 21 минуту. Оба американских военных корабля также были замечены пограничными советскими судами «Дозорный» и «Измаил». Командир корабля «Ладный», капитан Журавлёв, сообщил об инциденте главнокомандующему.
По словам редактора «Известий» Вячеслава Лукашина, на момент инцидента Главнокомандующий ВМФ СССР Владимир Чернавин знал, о приказе министра обороны США Каспара Вайнбергера, с согласия Рональда Рейгана, на проход военных кораблей США в территориальные воды СССР.

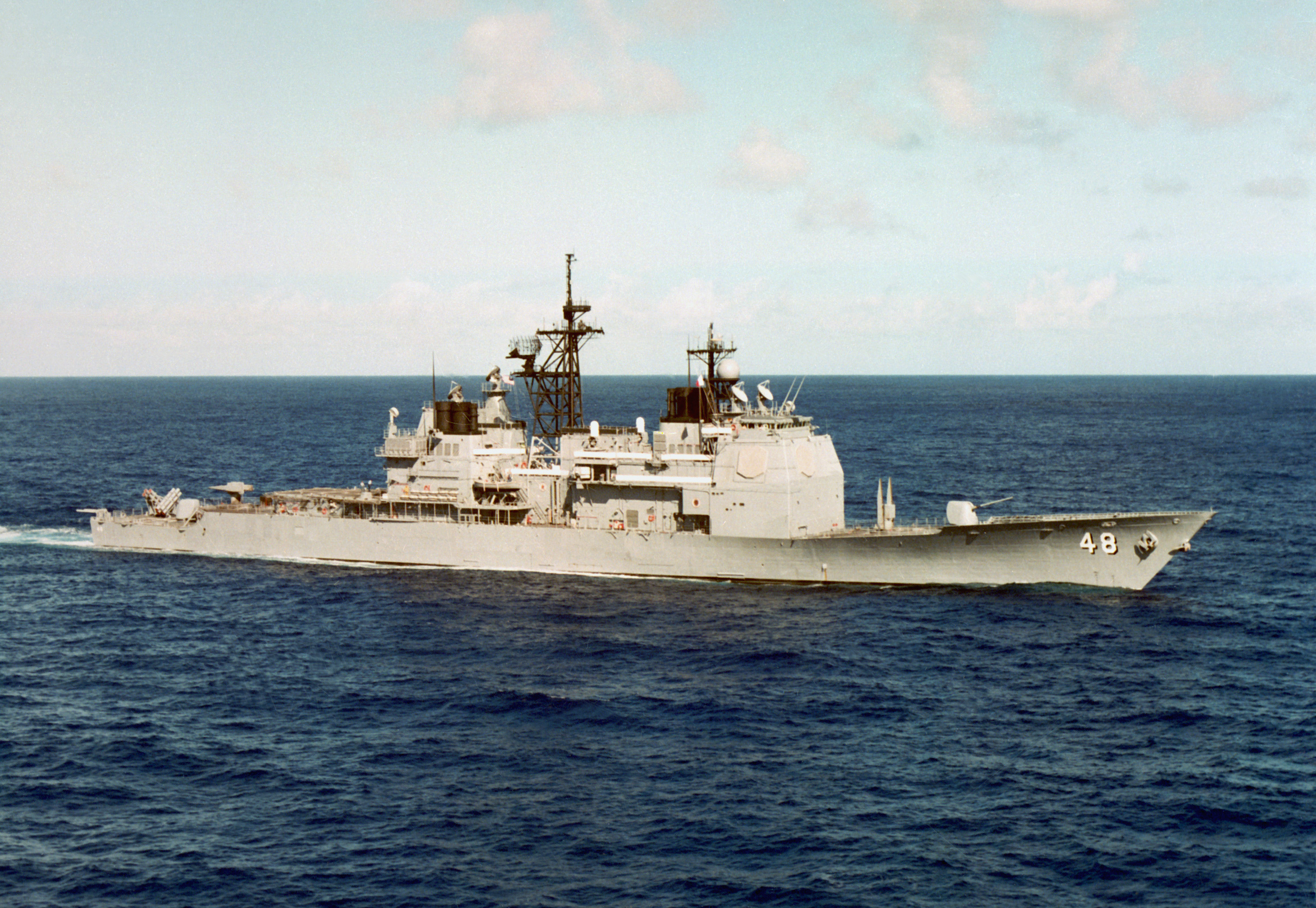
Yorktown
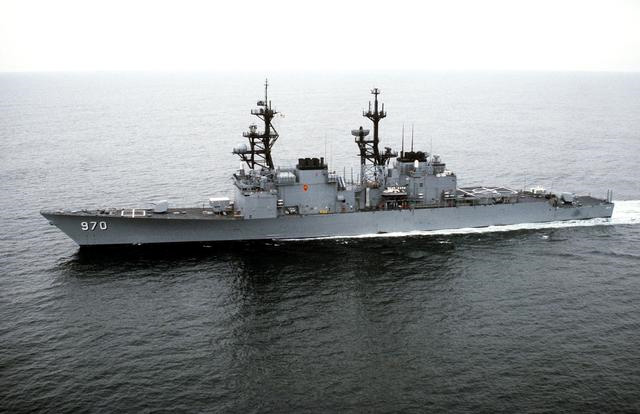
Caron
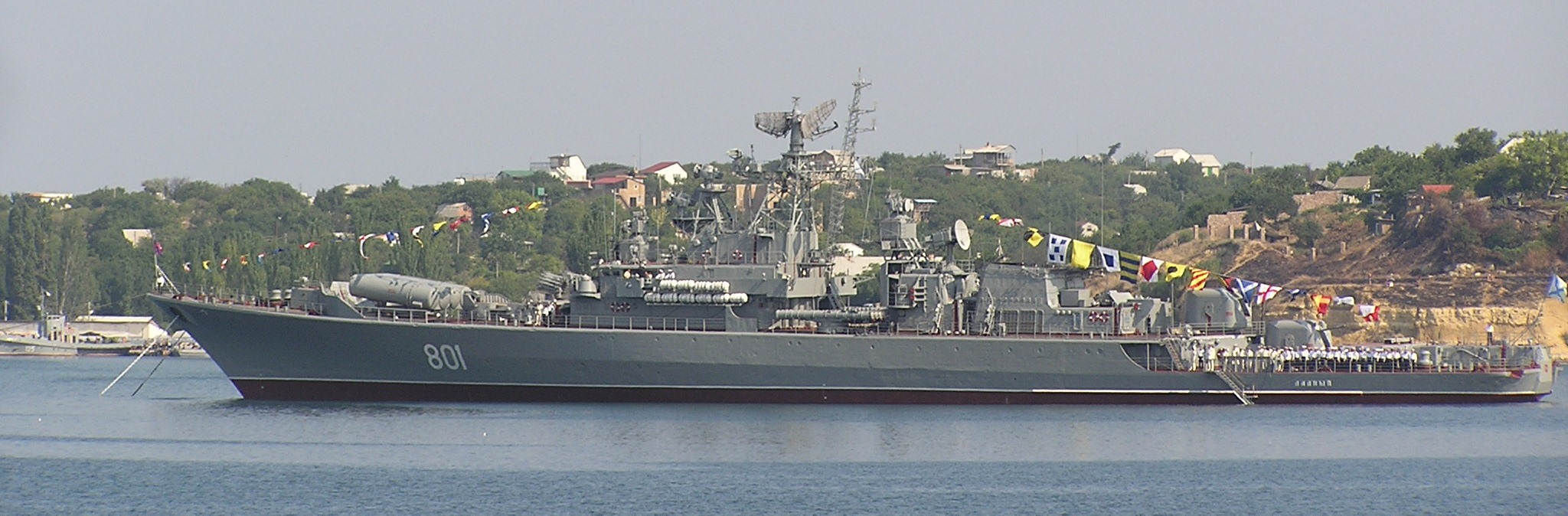
Ладный

## Последствия

### Советский протест
Министр иностранных дел СССР организовал две пресс-конференции по поводу инцидента на Чёрном море. Американский дипломатический представитель, Ричард Комбс, был вызван к министру иностранных дел СССР для получения советской ноты протеста. Советский Союз заявил, что США нарушили их территориальные воды и это было демонстративно, вызывающее и преследовало явно провокационную цель". Владимир Чернавин подтвердил, что "мирное прохождение иностранными военными кораблями через территориальные воды СССР разрешено только в специальных подтверждённых к этому прибрежных участках, которые были объявлены советской властью, и таких участков нет на Чёрном море у берегов Советского Союза.

### Американская позиция
Отвечая на советскую ноту протеста по поводу инцидента, в США заявили, что «прохождение американских „Йорктаун“ и „Кэрон“ через заявленные советские территориальные воды 13-го марта 1986 года было должным образом осуществлено относительно права мирного прохода, которое утверждено международно-правовым обычаем и уже давно действует во всех государствах».
Государственный департамент США направил в советское посольство ноту, которая утверждала, что США «не хочет оказывать никакого подтверждения советской позиции о том, их внутреннее законодательство вообще было актуальным при определении американских морских прав согласно международному праву».
В аналогичном инциденте 1988 года те же «Йорктаун» и «Кэрон», забравшись на «мирный проход» снова в Чёрном море, были протаранены советскими судами.

## Ссылка
- Aceves, William J. Diplomacy at Sea: U.S. Freedom of Navigation Operations in the Black Sea (англ.) // International Law Studies : journal. — Vol. 68.